# 10156 Darnley
A 10156 Darnley (ideiglenes jelöléssel (10156) 1994 VQ7) a Naprendszer kisbolygóövében található aszteroida. Ueda Szeidzsi és Kaneda Hirosi fedezte fel 1994. november 7-én.

## Kapcsolódó szócikk
- Kisbolygók listája (10001–10500)